# Stanwellia inornata
Espèce
Stanwellia inornata est une espèce d'araignées mygalomorphes de la famille des Pycnothelidae.

## Distribution
Cette espèce est endémique du Victoria en Australie. Elle se rencontre dans les monts Grampians.

## Description
La carapace de la femelle holotype mesure 8,8 mm de long sur 7,3 mm et la carapace du mâle paratype mesure 7,0 mm de long sur 5,8 mm.

## Publication originale
- Main, 1972 : The mygalomorph spider genus Stanwellia Rainbow & Pulleine (Dipluridae) and its relationship to Aname Koch and certain other diplurine genera. Journal and Proceedings of the Royal Society of Western Australia, vol. 55, p. 100-114.